# Sport Lisboa e Benfica 2012-2013
Questa voce raccoglie le informazioni riguardanti lo Sport Lisboa e Benfica nelle competizioni ufficiali della stagione 2012-2013.

## Stagione
La squadra, allenata per il quarto anno da Jorge Jesus, in estate vende due dei suoi migliori centrocampisti, Javi García e Axel Witsel, rispettivamente al Manchester City per 23 milioni di euro e allo Zenit San Pietroburgo per 40 milioni. Nonostante questo la squadra rimane competitiva.

### Taça de Portugal
Nella coppa nazionale il Benfica fa fuori agilmente diversi club nei primi turni del torneo. Ai quarti di finale si sbarazza con il punteggio di 0-4 dell'Académica. Nelle semifinali vince la gara di andata per 0-2 fuori casa contro il Paços de Ferreira e pareggia 1-1 al ritorno. In finale affronta il Vitória de Guimarães che batte il Benfica per 2-1 nella finale disputata il 26 maggio 2013 a Oeiras.

### Campionato
In campionato la squadra parte bene, conquistando 12 vittorie nelle prime 13 partite e rimanendo in testa fino alla 15ª giornata. Alla 16ª giornata, nonostante la vittoria contro il Braga, perde il primo posto in classifica appannaggio del F.C. Porto, e il duello col club biancoazzurro andrà avanti fino alla fine del torneo. Alla 21ª giornata il Benfica riconquista lo scettro della classifica e vi rimane fino alla 28ª. La prima sconfitta in campionato, alla penultima giornata nello scontro diretto contro il Porto (2-1 in trasferta), preceduta da un pareggio contro il non irresistibile Estoril, consegna di fatto il titolo al club allenato da Vítor Pereira e quindi il Benfica, con 24 vittorie, 5 pareggi e una sola sconfitta (77 punti), giunge secondo.

### Champions League
In Champions League il Benfica viene inserito nel girone G insieme a Barcellona, Celtic e Spartak Mosca. La prima partita viene pareggiata 0-0 a Glasgow. Seguono due sconfitte consecutive: in casa contro il Barcellona (0-2) e in trasferta in Russia (2-1). Le due vittorie del girone contro Spartak Mosca e Celtic (entrambe in casa) permettono al club di poter ancora sperare nella qualificazione agli ottavi di finale. Nell'ultima gara il pareggio interno per 0-0 contro il Barcellona e la contestuale vittoria del Celtic sullo Spartak determinano il passaggio del turno degli scozzesi insieme ai catalani. 
Il Benfica, terzo nel girone, prosegue la sua strada europea in Europa League.

### Europa League
Nei sedicesimi di finale il Benfica batte sia in casa che in trasferta i tedeschi del Bayer Leverkusen. Negli ottavi di finale elimina, anche qui con una doppia vittoria (1-0 e 2-3), i francesi del Bordeaux. Nel turno successivo (quarti di finale) batte all'andata 3-1 il Newcastle Utd e pareggia la gara di ritorno (1-1), passando alle semifinali, dove affronta il Fenerbahçe. Contro i turchi perde 1-0 il match d'andata, ma al ritorno ribalta il risultato vincendo per 3-1 e accedendo alla finale del torneo. Il 15 maggio 2013, nella finale disputata ad Amsterdam contro il Chelsea, il Benfica viene battuto per 1-2 da un gol siglato allo scadere dal difensore Branislav Ivanović.
Giunge quindi secondo anche nel torneo europeo, dove aver visto sfumare sul più bello anche il campionato e la coppa.

## Rosa
| N. |                        | Ruolo | Calciatore        |
| -- | ---------------------- | ----- | ----------------- |
| 1  | Brasile (bandiera)     | P     | Artur             |
| 3  | Portogallo (bandiera)  | D     | Roderick Miranda  |
| 5  | Portogallo (bandiera)  | D     | Luisinho          |
| 4  | Portogallo (bandiera)  | D     | Luisão (capitano) |
| 6  | Spagna (bandiera)      | C     | Javi García       |
| 7  | Paraguay (bandiera)    | A     | Óscar Cardozo     |
| 8  | Brasile (bandiera)     | C     | Bruno César       |
| 9  | Spagna (bandiera)      | C     | Nolito            |
| 10 | Argentina (bandiera)   | C     | Pablo Aimar       |
| 11 | Portogallo (bandiera)  | C     | Yannick Djaló     |
| 11 | Brasile (bandiera)     | A     | Lima              |
| 13 | Portogallo (bandiera)  | P     | Paulo Lopes       |
| 14 | Uruguay (bandiera)     | D     | Maxi Pereira      |
| 15 | Paesi Bassi (bandiera) | C     | Ola John          |
| 17 | Portogallo (bandiera)  | C     | Carlos Martins    |
| 18 | Argentina (bandiera)   | C     | Eduardo Salvio    |
| 19 | Spagna (bandiera)      | A     | Rodrigo           |

| N. |                       | Ruolo | Calciatore        |
| -- | --------------------- | ----- | ----------------- |
| 20 | Argentina (bandiera)  | C     | Nicolás Gaitán    |
| 21 | Serbia (bandiera)     | C     | Nemanja Matić     |
| 23 | Uruguay (bandiera)    | C     | Urreta            |
| 24 | Argentina (bandiera)  | D     | Ezequiel Garay    |
| 25 | Paraguay (bandiera)   | D     | Lorenzo Melgarejo |
| 27 | Portogallo (bandiera) | D     | Miguel Vítor      |
| 28 | Belgio (bandiera)     | C     | Axel Witsel       |
| 30 | Argentina (bandiera)  | A     | Javier Saviola    |
| 33 | Brasile (bandiera)    | D     | Jardel            |
| 31 | Brasile (bandiera)    | A     | Alan Kardec       |
| 34 | Portogallo (bandiera) | C     | André Almeida     |
| 35 | Argentina (bandiera)  | C     | Enzo Pérez        |
| 40 | Brasile (bandiera)    | A     | Michel            |
| 64 | Brasile (bandiera)    | P     | Julio Cesar       |
| 75 | Brasile (bandiera)    | D     | Sidnei            |
| 89 | Portogallo (bandiera) | C     | André Gomes       |

## Statistiche

### Statistiche di squadra
| Competizione     | Punti | In casa | In casa | In casa | In casa | In casa | In casa | In trasferta | In trasferta | In trasferta | In trasferta | In trasferta | In trasferta | Totale | Totale | Totale | Totale | Totale | Totale | DR  |
| Competizione     | Punti | G       | V       | N       | P       | Gf      | Gs      | G            | V            | N            | P            | Gf           | Gs           | G      | V      | N      | P      | Gf     | Gs     | DR  |
| ---------------- | ----- | ------- | ------- | ------- | ------- | ------- | ------- | ------------ | ------------ | ------------ | ------------ | ------------ | ------------ | ------ | ------ | ------ | ------ | ------ | ------ | --- |
| Primeira Liga    | 77    | 15      | ..      | ..      | ..      | ..      | ..      | 15           | ..           | ..           | ..           | ..           | ..           | 30     | 24     | 5      | 1      | 77     | 20     | +57 |
| Taça de Portugal | -     | ..      | ..      | ..      | ..      | ..      | ..      | ..           | ..           | ..           | ..           | ..           | ..           | 7      | 5      | 1      | 1      | 20     | 3      | +17 |
| Taça da Liga     | -     | ..      | ..      | ..      | ..      | ..      | ..      | ..           | ..           | ..           | ..           | ..           | ..           | 4      | 2      | 2      | 0      | 6      | 4      | +2  |
| Champions League | -     | ..      | ..      | ..      | ..      | ..      | ..      | ..           | ..           | ..           | ..           | ..           | ..           | 6      | 2      | 2      | 2      | 5      | 0      | 0   |
| Europa League    | -     | ..      | ..      | ..      | ..      | ..      | ..      | ..           | ..           | ..           | ..           | ..           | ..           | 9      | 6      | 1      | 2      | 15     | 9      | +6  |
| Totale           | -     | ..      | ..      | ..      | ..      | ..      | ..      | ..           | ..           | ..           | ..           | ..           | ..           | 56     | 39     | 11     | 6      | 123    | 41     | +82 |